# هرتتونیمن‌رانتا
هِرْتْتُونیِمِنْرانتا (به فنلاندی: Herttoniemenranta}} یک منطقهٔ مسکونی در فنلاند است که در هرتتونیمی واقع شده‌است. هرتتونیمن‌رانتا ۰٬۹۵ کیلومتر مربع مساحت و ۹٬۰۵۱ نفر جمعیت دارد.